# BC Kolín
El BK Kolín es un equipo de baloncesto checo que compite en la Národní Basketbalová Liga, la primera división del país. Tiene su sede en Kolín. Disputa sus partidos en la Hala SOU Spojů, con capacidad para 610 espectadores.

## Posiciones en Liga
| Temporada | Nivel | Liga | Pos. | G-P   | PL  | Resultado        | Copa Checa | Competiciones internacionales |
| --------- | ----- | ---- | ---- | ----- | --- | ---------------- | ---------- | ----------------------------- |
| 2010-11   | 1     | NBL  | 2    | 15-15 |     |                  |            | -                             |
| 2011-12   | 1     | NBL  | 5    | 22-24 | 4-5 | Semifinalista    |            | -                             |
| 2012-13   | 1     | NBL  | 6    | 18-16 | 1-3 | Cuartos de final |            | -                             |
| 2013-14   | 1     | NBL  | 7    | 20-22 | 0-3 | Cuartos de final |            | -                             |
| 2014-15   | 1     | NBL  | 10   | 15-27 |     |                  |            | -                             |
| 2015-16   | 1     | NBL  | 6    | 21-20 | 1-3 | Cuartos de final |            | -                             |
| 2016-17   | 1     | NBL  | 6    | 14-18 | 1-4 | Cuartos de final |            |                               |
| 2017-18   | 1     | NBL  | 8    | 18-16 | 0-4 | Cuartos de final |            |                               |
| 2018-19   | 1     | NBL  | 10   | 14-20 |     |                  |            |                               |

fonte:eurobasket.com

## Palmarés
- Subcampeón D2 (2004)
- Campeón D2 (2007)
- Campeón Liga Regular D2 (2007)